# Liste von Zeitstufen in Mitteleuropa
Die Liste von Zeitstufen in Mitteleuropa nennt Ären für den Bereich von Mitteleuropa.
Die Menschheitsgeschichte lässt sich in den historischen Zeitraum, der durch die Verwendung von Schriften gekennzeichnet ist, und in den schriftlosen, prähistorischen Zeitraum der Vorgeschichte bzw. ab der Menschwerdung den Zeitraum der Urgeschichte unterteilen. Mit dem jüngeren Bereich befasst sich die Historische Archäologie, mit dem älteren Bereich die Ur- und Frühgeschichte.
Zum klassischen Schema der Periodisierung der Geschichte nach Christoph Cellarius (1638–1707) zählen die Großepochen Altertum, Mittelalter und Neuzeit. Der Begriff Steinzeit und seine Unterteilung in drei Perioden wurde 1836 von Christian Jürgensen Thomsen eingeführt. Die Untergliederung der Jungsteinzeit basiert auf den Arbeiten von Jens Lüning.

## Liste
- Neuzeit (ab 1500 bis heute)
  - Europäisierung und Multikulturalismus (1958 bis heute)
  - Epoche des Kalten Krieges (1947 bis 1989)
  - Zeit des Nationalsozialismus (1933 bis 1945)
  - Goldene Zwanziger (1924 bis 1929)
  - Industrielle Revolution (ab 1835, Kohle, Stahl, Dampfkraft, Eisenbahn, Straßenbau, Stilrichtungen unter anderem Historismus von 1870 bis 1914, Jugendstil ab 1895)
  - Zeitalter der Restauration (1815 bis 1830, Stilrichtung Biedermeier 1815 bis 1848)
  - Franzosenzeit (1794 bis 1815)
  - Frühe Neuzeit (1500 bis 1800)
    - Absolutismus (1648 bis 1789, auch Zeitalter der Aufklärung, Aufkommen der Stilrichtungen des Rokoko von etwa 1720 bis etwa 1780 des Klassizismus etwa zwischen 1770 und 1840)
    - Dreißigjähriger Krieg (1618 bis 1648)
    - Reformation (ab 1517, Gegenreformation ab 1545, Stilrichtungen Manierismus von 1520 bis 1600 und Barock 1600 bis ca. 1760/1670)
    - Maximilian I. (1486 bis 1519, Reichsreform, Stilrichtung Renaissance entsteht)
- Mittelalter
  - Spätmittelalter (ca. 1250 bis 1500, Schwarzer Tod 1346 bis 1353)
  - Hochmittelalter
    - Stauferzeit (1138 bis 1254, architektonisch lösen die Gotik bzw. zunächst der Rheinische Übergangsstil die Romanik ab von der Mitte des 12. Jahrhunderts bis um 1500)
    - Salierzeit (1024 bis 1125)

  - Frühmittelalter
    - Ottonen (919 bis 1024)
    - Karolinger (751 bis 911, führte zur Karolingischen Renaissance, Eingliederung des Stammesherzogtums Sachsen in das Fränkische Reich)
    - Merowinger (um 500 bis 751)
- Antike
  - Spätantike (Amtsantritt von Diokletian 284 n. Chr. bis zum Einfall der Langobarden in Italien 568)
  - Römische Kaiserzeit (27 v. Chr. bis 284 n. Chr.)
  - Eisenzeit
    - La-Tène-Zeit (450 bis 30 v. Chr.)
    - Hallstattkultur (800 bis 450 v. Chr.)
- Urgeschichte
  - Bronzezeit
    - Späte Bronzezeit (unter anderem Nordischer Kreis, Lausitzer Kultur, Urnenfelderkultur, Niederrheinische Grabhügelkultur)
    - Mittlere Bronzezeit (Auftreten von Hügelgräbern; hierzu zählen Lüneburger Gruppe, Rhein-Main-Gruppe)
    - Frühe Bronzezeit (unter anderem Adlerberg-Gruppe, Neckar-Gruppe)

  - Steinzeit (bis 2200 v. Chr.)
    - Jungsteinzeit (Neolithikum, Beginn zwischen 5800 und 4000, Ende zwischen 3300 und 1800 v. Chr.)
      - Endneolithikum (von ca. 2800 bis 2200 v. Chr., hierzu zählt die Schnurkeramische Kultur)
      - Spätneolithikum (3500 bis 2800 v. Chr.)
      - Mittelneolithikum (hierzu gehören die Hinkelstein-Gruppe etwa von 5000 bis 4800 v. Chr. die Großgartacher Kultur in der ersten Hälfte des 5. Jahrtausends v. Chr., die Rössener Kultur zwischen 4790 und 4550 v. Chr., die Lengyel-Kultur ab 5000 v. Chr., die Stichbandkeramik etwa zwischen 4900 und 4500 v. Chr.)
      - Frühneolithikum (Linearbandkeramische Kultur ab 5700 v. Chr., weiter nördlich die Trichterbecherkultur 4200 v. Chr. bis 2800 v. Chr.)

    - Mittelsteinzeit (Mesolithikum)
      - Spätmesolithikum (ca. 7000/6500 bis 5500/4500 v. Chr.)
      - Frühmesolithikum (9600/7000 bis 6500 v. Chr.)

    - Altsteinzeit
      - Jungpaläolithikum (43.000 bis 9700 v. Chr., Auftreten des Cro-Magnon-Menschen, Kulturen unter anderem: Aurignacien, Gravettien, Pavlovien, Solutréen, Magdalénien, Hamburger Kultur)
      - Mittelpaläolithikum (vor 300.000/200.000 bis etwa 40.000 Jahren, Neandertaler, Levallois-Technik)
      - Altpaläolithikum (vor 1 Million bis 300.000/200.000 Jahren)